# The Blue Ridge Rangers Rides Again
The Blue Ridge Rangers Rides Again è il settimo album discografico in studio da solista di John Fogerty (voce dei Creedence Clearwater Revival), pubblicato nel 2009.

## Tracce
1. Paradise – 3:50 (John Prine)
2. Never Ending Song of Love – 3:02 (Bonnie Bramlett, Delaney Bramlett)
3. Garden Party (feat. Don Henley & Timothy B. Schmit) – 3:51 (Ricky Nelson)
4. I Don't Care (Just As Long As You Love Me) – 2:27 (Buck Owens)
5. Back Home Again – 4:27 (John Denver)
6. I'll Be There (If You Ever Want Me) – 2:57 (Ray Price, Rusty Gabbard)
7. Change In the Weather – 4:03 (John Fogerty)
8. Moody River – 3:10 (Gary Daniel Bruce)
9. Heaven's Just a Sin Away – 2:33 (J. Gillespie)
10. Fallin', Fallin', Fallin' – 2:30 (D. Deckleman, J. Guillot, J.D. Miller)
11. Haunted House – 4:36 (Robert L. Geddins)
12. When Will I Be Loved (feat. Bruce Springsteen) – 2:37 (Phil Everly)